# Hickmanolobus
Hickmanolobus is een geslacht van spinnen uit de  familie van de Orsolobidae.

## Soorten
- Hickmanolobus ibisca Baehr & Smith, 2008
- Hickmanolobus jojo Baehr & Smith, 2008
- Hickmanolobus linnaei Baehr & Smith, 2008
- Hickmanolobus mollipes (Hickman, 1932)